# Вълча (окръг)
Окръг Вълча е окръг в Румъния, разположен в географски район Олтения, с административен център град Ръмнику Вълча (със 119 581 жители).
Граничи с окръзите Алба и Сибиу на север, Арджеш на изток, Олт на юг и югоизток, Долж на югоизток, Горж на запад и Хунедоара на северозапад.

## География
Окръгът обхваща територия от 5765 km2. Там присъстват всички форми на релеф – планински, хълмисти и равнинни, разположени стъпаловидно от север на юг. Основни реки: Олт и Лотру. Площта му е 5765 квадратни километра, а населението – 348 318 души (по приблизителна оценка от януари 2020 г.).

## Градове
- Ръмнику Вълча
- Драгашани
- Калиманещ
- Брезой
- Хорезу
- Бъиле Оланещ
- Окнеле Мари
- Бъиле Говора
- Бабени
- Балчещ
- Берберещ